# 萨赖阿库伊尔
萨赖阿库伊尔（Sarai Aquil），是印度北方邦Kaushambi县的一个城镇。总人口15719（2001年）。

## 人口
该地2001年总人口15719人，其中男性8417人，女性7302人；0—6岁人口2485人，其中男1325人，女1160人；识字率47.76%，其中男性为55.49%，女性为38.84%。